# Grandes Chroniques de France

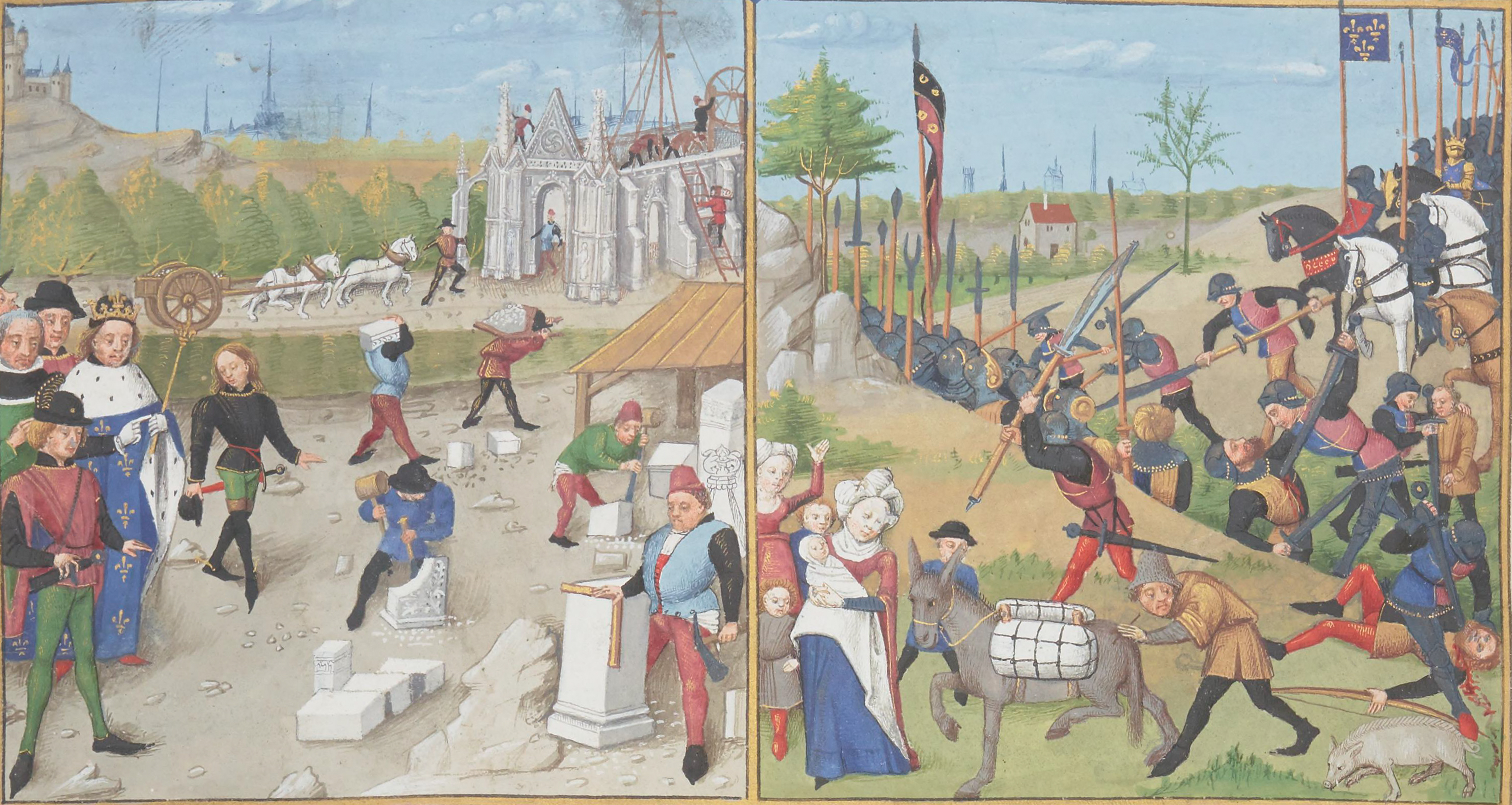
Dagobert visitant le chantier de la construction de Saint-Denis, Paris BnF, Fr2609,. Exemplaire enluminé par Robinet Testard.

Les Grandes Chroniques de France sont une chronique médiévale prestigieuse, souvent enluminée, retraçant l'histoire du royaume de France en ancien français, rassemblée pour la première fois sur demande du roi Louis IX (1214-1270) et augmentée ensuite dans des éditions mises à jour jusqu'en 1461. L'initiative de cette chronique est due à Saint Louis (ce que l'historien Bernard Guenée conteste) qui souhaitait que l'histoire transmise des Francs (depuis leur origine troyenne mythique, les Grandes Chroniques reprenant largement les Chroniques de Saint-Denis qui avaient déjà avancé cette thèse) soit conservée et mieux connue.
Les Grandes Chroniques qui couvrent l'origine des Francs, depuis leur ancêtre troyen supposé jusqu'à Clovis, l'époque mérovingienne, les dynasties carolingiennes et capétiennes directes des rois de France jusqu'à l'Histoire contemporaine de la rédaction des Chroniques (dont les éditions allant le plus loin poussent jusqu'à l'année 1461), constituent la pièce maîtresse de l'histoire royale française. Le tout est le plus souvent illustré d'enluminures de grande qualité (dont une édition illustrée par Jean Fouquet).

## Présentation
Il s'agit d'une chronique commandée par saint Louis au moine Primat de Saint-Denis vers 1250. 
Elle consiste en une compilation de divers textes en latin concernant l'histoire monarchique de la France, avec traduction en ancien français. Parmi les sources : Liber historiæ Francorum, Gesta Dagoberti, Annales de Lorsch, Chronique de Frédégaire, Vita Karoli Magni, Vita Hludovici, Gesta Normannorum ducum.
Progressivement, au cours du temps, de nouveaux épisodes de l'histoire sont ajoutés, par d'autres moines à Saint-Denis (l'atelier dionysien étant le plus grand centre historiographique du royaume à cette époque) tout d'abord, puis dans l'entourage du roi lui-même à partir de Charles V. Guillaume de Nangis et Jean Chartier y participent. 
Cette œuvre retrace les principaux faits et gestes des règnes de tous les rois des dynasties mérovingienne, carolingienne et capétienne.
Elle fait remonter l’origine des rois de France aux Troyens de l'Antiquité. 
Plus de 115 manuscrits antérieurs à la Renaissance nous en sont parvenus avec de grandes variations entre eux, tant dans la richesse, le nombre et le style de leurs enluminures que dans la longueur de leurs textes. La plupart a cependant été réalisée pour une clientèle royale ou noble puisque les Grandes Chroniques étaient l'œuvre centrale de l'historiographie officielle française en langue vernaculaire. L'analyse de la sélection des sujets représentés selon les époques laisse entrevoir une évolution des préoccupations politiques des différentes classes des commandeurs du livre au fil du temps.
On peut citer parmi les plus remarquables celui de Jean le Bon (Londres, British Library, manuscrit français enluminé par Mahiet), ceux de Charles V (Paris, Bibliothèque nationale de France, manuscrit français 2813), celui attribué à Charles VII (1455-1460, Bibliothèque nationale de France, Ms. Fr. 6465, enluminé par Jean Fouquet) et Philippe le Bon (1457, Saint-Pétersbourg, Bibliothèque nationale russe).